# Cathy Cassidy
Cathy Cassidy (ur. 13 czerwca 1962 w Coventry) – brytyjska autorka książek dla dzieci i młodzieży.

## Życiorys
Napisała pierwszą książkę dla dzieci w wieku 8 lub 9 lat. Studiowała w Art College w Liverpoolu, współpracowała z magazynami „Jackie” i „Shout”. Mieszka z rodziną w Merseyside.

## Twórczość
- 2008: Indi Blue
- 2008: Morskie zaklęcia
- 2011: Anielski tort

Bombonierki
- 2019: Wiśniowe serce
- 2019: Piankowe niebo
- 2020: Letnie marzenie

### Seria o Daizy
- 2009: Daizy Star. Gwiazda tygodnia
- 2011: Daizy Star i różowa gitara
- 2012: Daizy Star na wybiegu